# Венелин Венков (борец)
Венелин Венков е български борец.
Роден е на 21 април 1982 година в Оряхово. Тренира класическа борба в спортния клуб „Славия“ в София. През 2006 година е втори в категория до 55 килограма на европейското първенство в Москва. Участва в Олимпиадата в Пекин през 2008 година.